# Babusjka ljogkogo povedenija
Babusjka ljogkogo povedenija (russisk: Бабушка лёгкого поведения) er en russisk spillefilm fra 2017 af Marjus Vajsberg.

## Medvirkende
- Aleksandr Revva - Aleksandr Rubenstein (Sanja)
- Gljukoza - Lyuba
- Jevgenij Gertjakov
- Vladimir Tolokonnikov - Bessonov
- Marina Fedunkiv - Tonja